# Fransig jordstjärna
Fransig jordstjärna (Geastrum fimbriatum) är en svampart som beskrevs av Fr. 1829. Fransig jordstjärna ingår i släktet jordstjärnor och familjen jordstjärnor.  Arten är reproducerande i Sverige. Inga underarter finns listade i Catalogue of Life.

## Källor

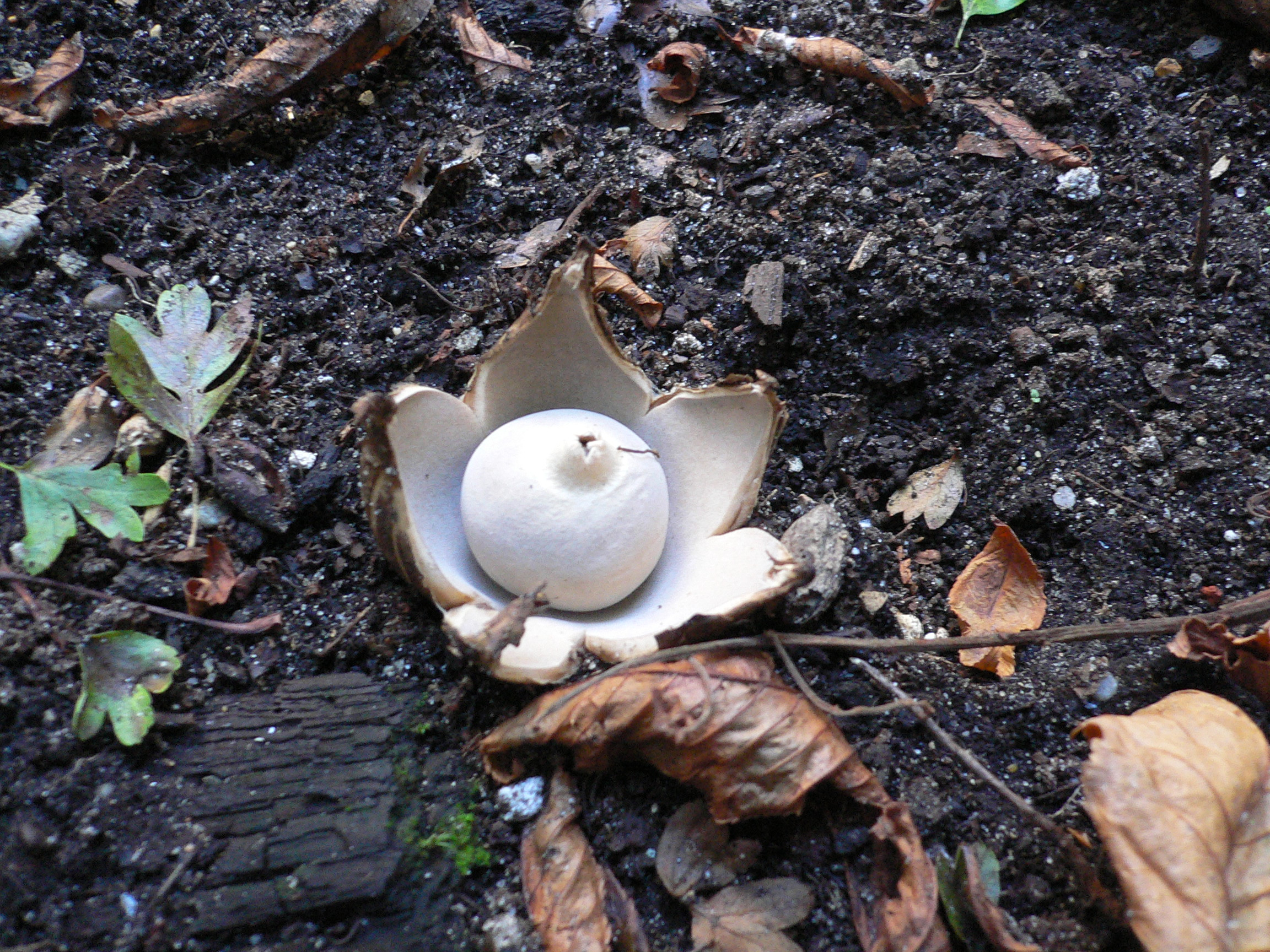
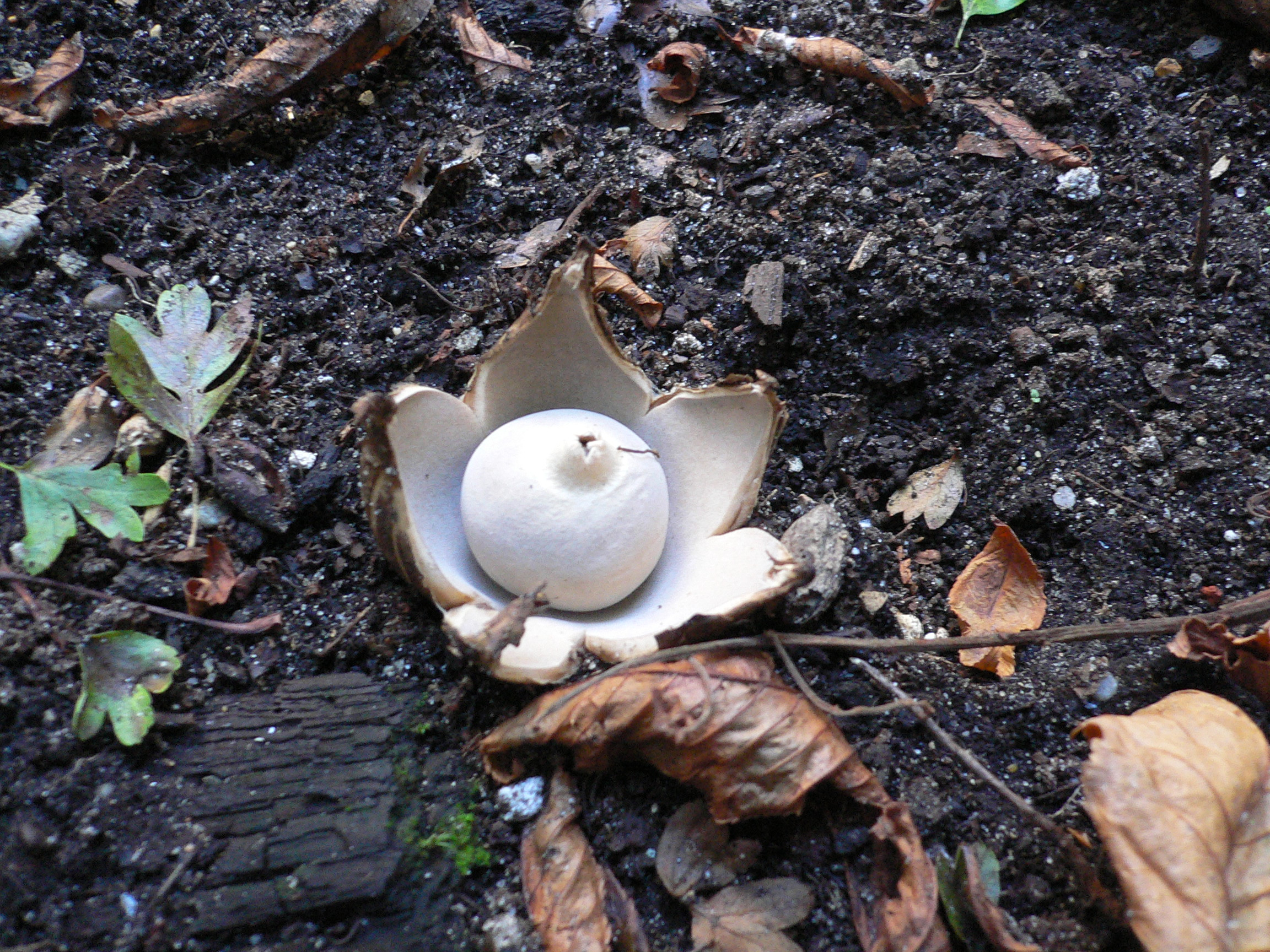
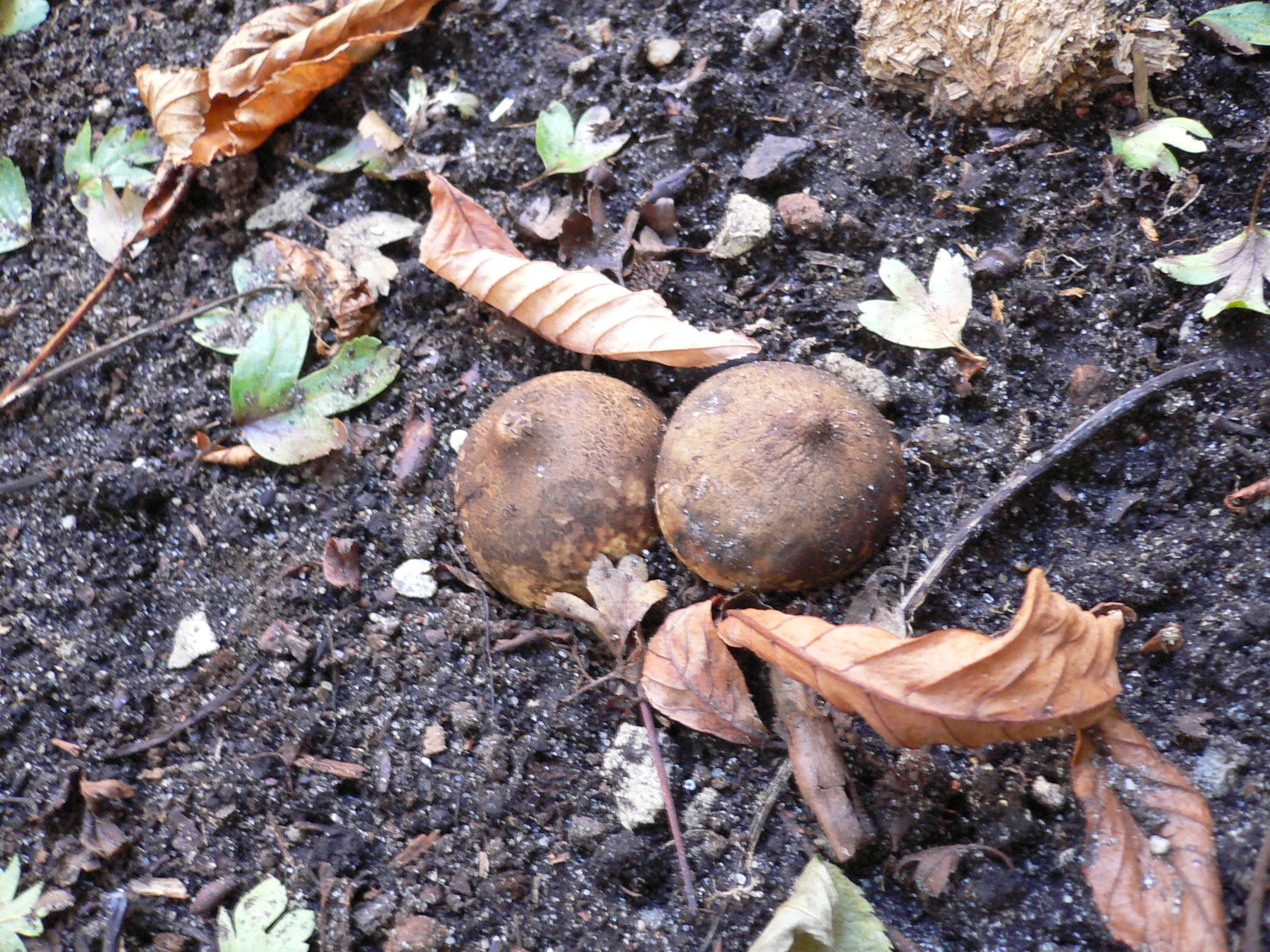
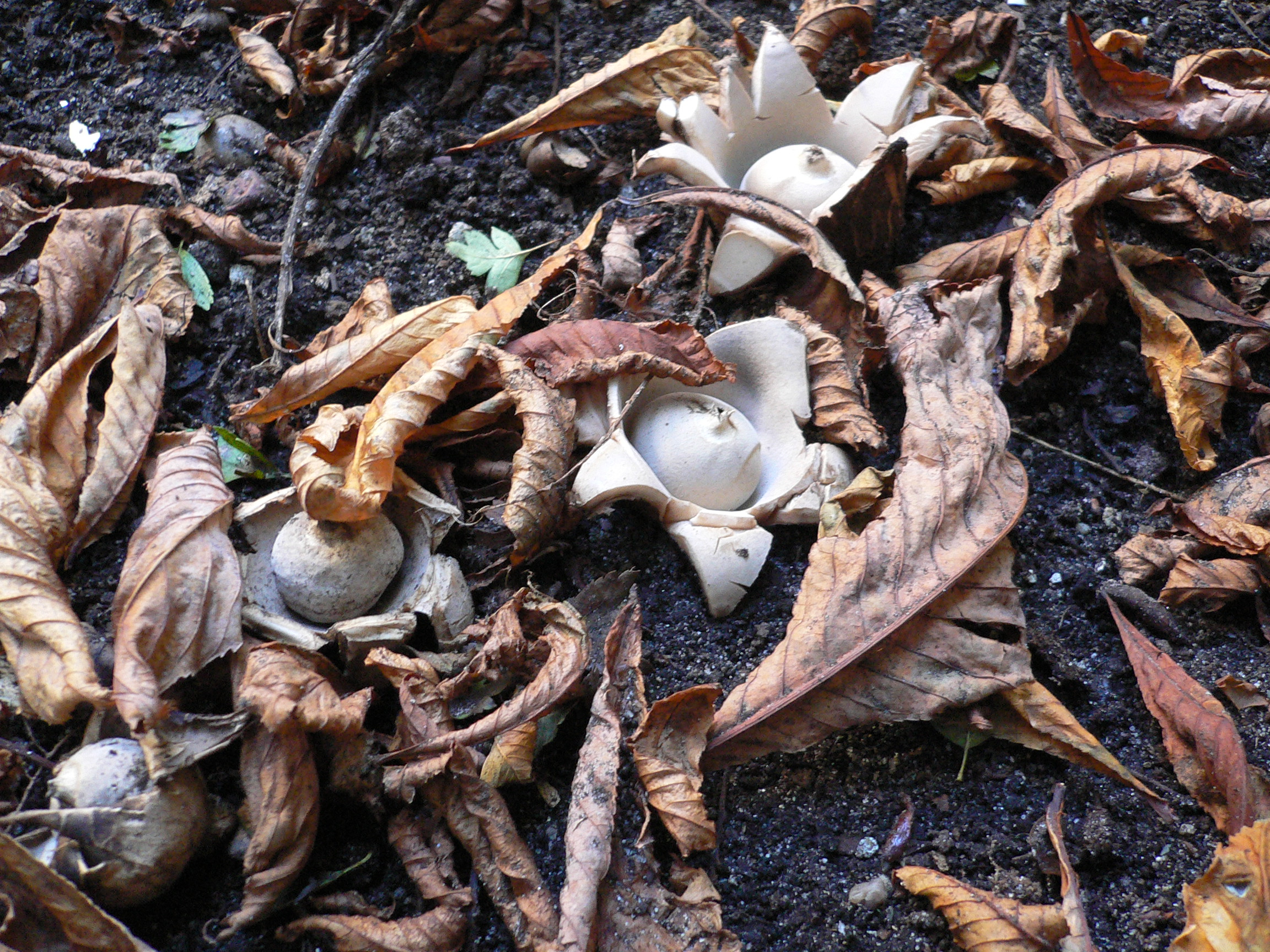